# Lac d'Hossegor
Le lac d'Hossegor est un lac situé dans la commune de Soorts-Hossegor, dans le département français des Landes, à l'exception de la partie extrême nord de sa rive, située dans la commune voisine de Seignosse.

## Présentation
Le lac d'Hossegor ne porte pas le nom de la commune où il se situe. C'est lui qui, au contraire, a donné son nom à la commune, qui a adjoint en 1913 le toponyme « Hossegor » à son nom originel de « Soorts ».
Il s'agit d'un lac marin, c'est-à-dire un lac où l'eau de mer entre et sort avec les marées. Le canal d'Hossegor le relie à la passe du Boucarot  qui se jette dans l'océan Atlantique.

### Historique
Il est né d'une double intervention de l'Homme :
- il est un vestige de l'ancien estuaire de l'Adour, qui a été déplacé de Capbreton à Bayonne[1] ;

- il est alimenté par les eaux de l'océan grâce au percement du canal d'Hossegor[1]. Ce canal a été créé pour que le flux et le reflux marin ait un effet de chasse d'eau et facilite le désensablement et l'accès au port.

Il est décidé par un décret de Napoléon III daté de Biarritz du 12 octobre 1868. Les travaux commencent en 1869 mais sont interrompus un an pendant la guerre de 1870. Paradoxalement, le 11 mars 1876, c'est une forte marée couplée à une violente tempête qui achève l'ouverture du canal .

### Caractéristiques
Orienté nord-sud, il est de forme approximativement rectangulaire avec un maximum de 2 300 m de long et 300 m de large. Avec les marées, le lac se vide presque complètement avant de se remplir à nouveau.

### Intérêt économique
Le lac d'Hossegor héberge des installations ostréicoles. Les huîtres produites localement sont un des éléments constitutifs de la gastronomie des Landes. 
Le lac est entouré par des villas, jardins et parcs de Soorts-Hossegor. Sur son périmètre, plusieurs plages sont surveillées pour la baignade en été (plage des chênes-lièges, plage blanche...). Au sud-est se trouvent plusieurs restaurants proposant notamment les huîtres du lac.

### Intérêt écologique
En France métropolitaine, les zones humides couvrent 3 % du territoire mais hébergent un tiers des espèces végétales remarquables ou menacées, la moitié des espèces d'oiseaux et la totalité des amphibiens et poissons d'eau douce. Ce sont des lieux d'abri, de nourrissage et de reproduction pour de nombreuses espèces, indispensables à la reproduction des batraciens. Elles constituent des étapes migratoires, des lieux de reproduction et d'hivernage pour de nombreuses espèces d'oiseaux. Le rôle écologique des zones humides dans les Landes y est d'autant plus important que la majorité d’entre elles ont disparu à la suite des grands travaux d’assèchement entrepris sous Napoléon III dans le cadre de la loi du 19 juin 1857.

### Classement
Le lac fait l'objet d'un inventaire ZNIEFF de type 1 pour une superficie de 129,51 hectares.

## Galerie

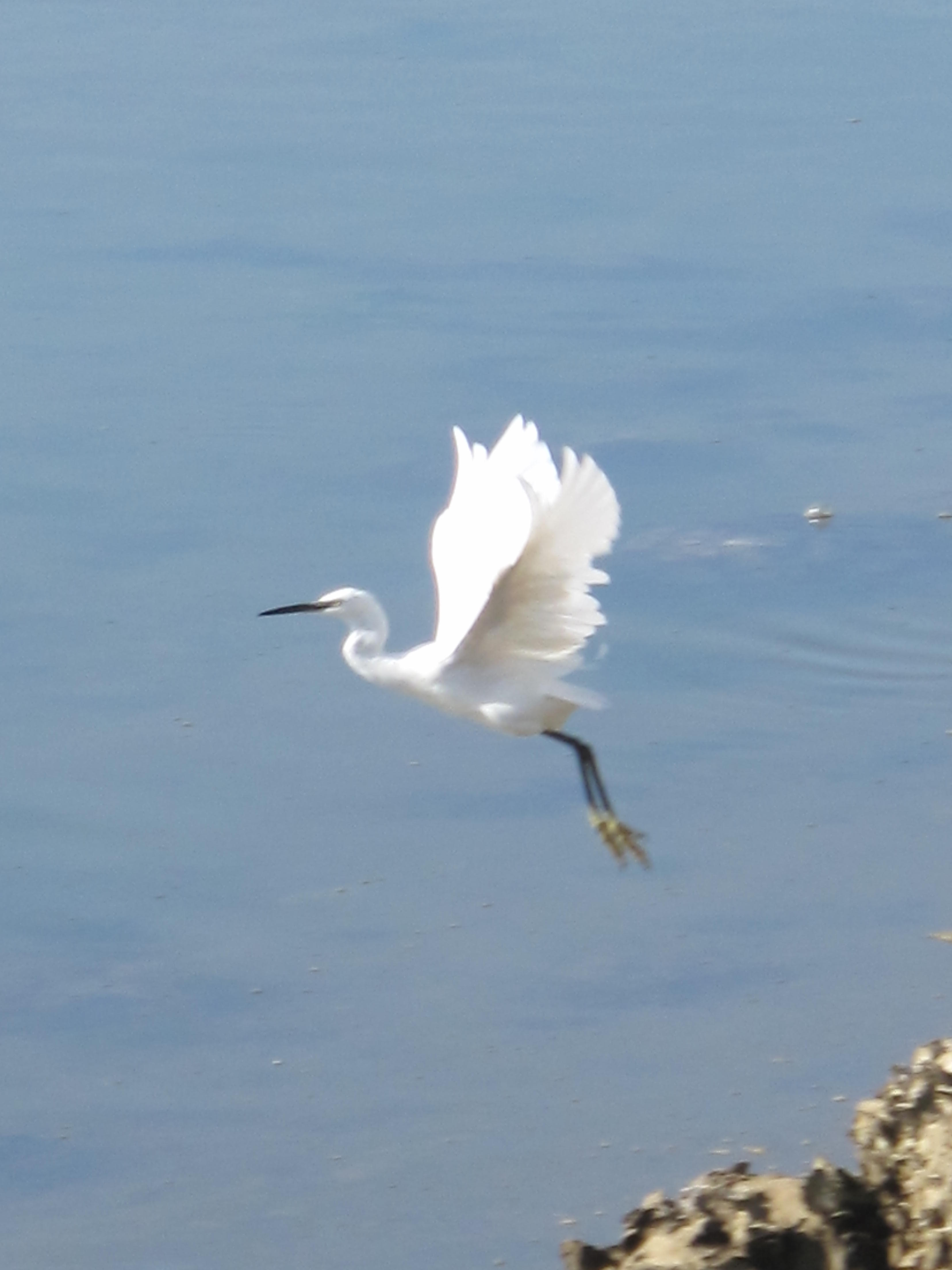
Aigrette prenant son envol
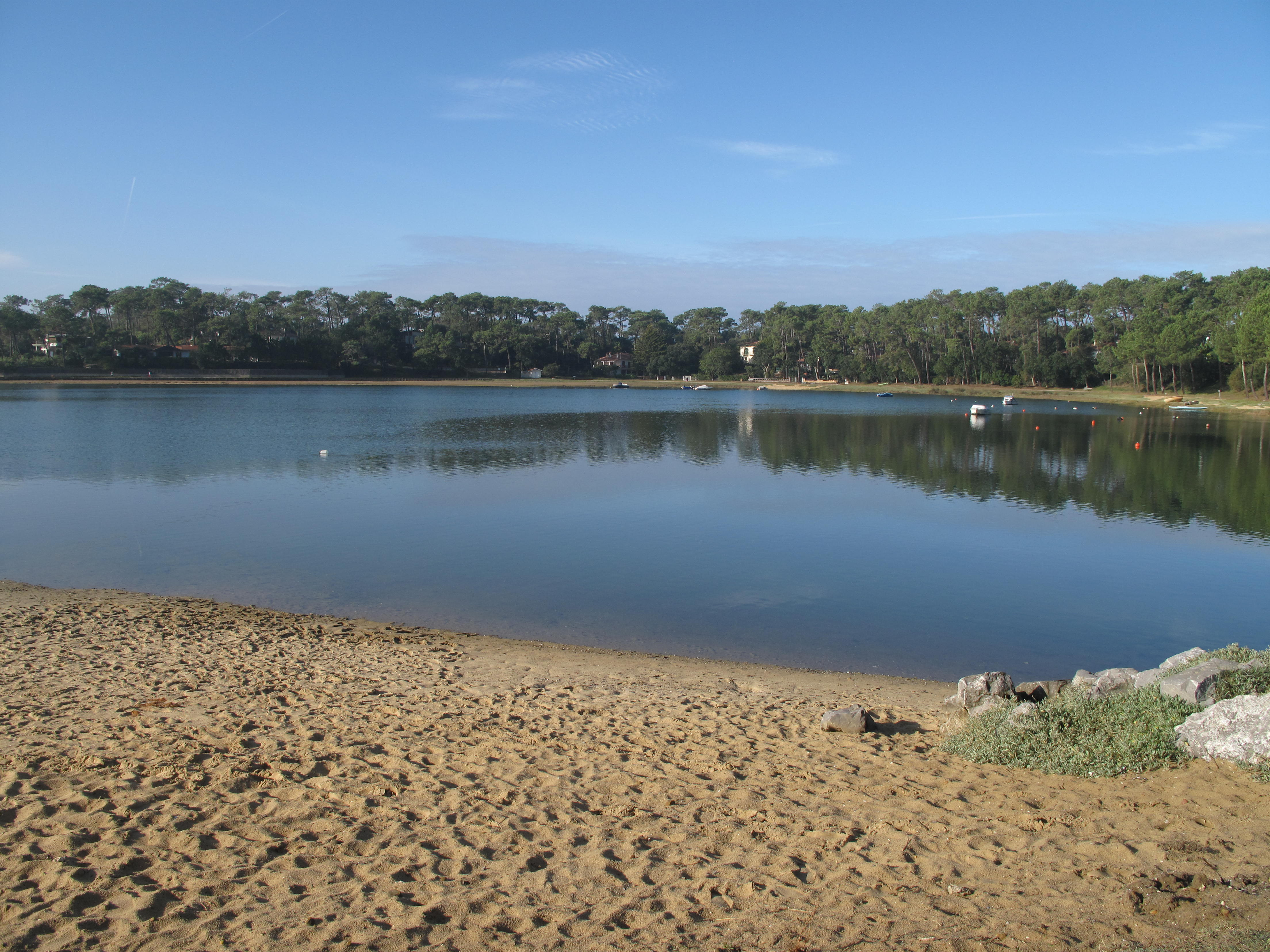
Fond du lac
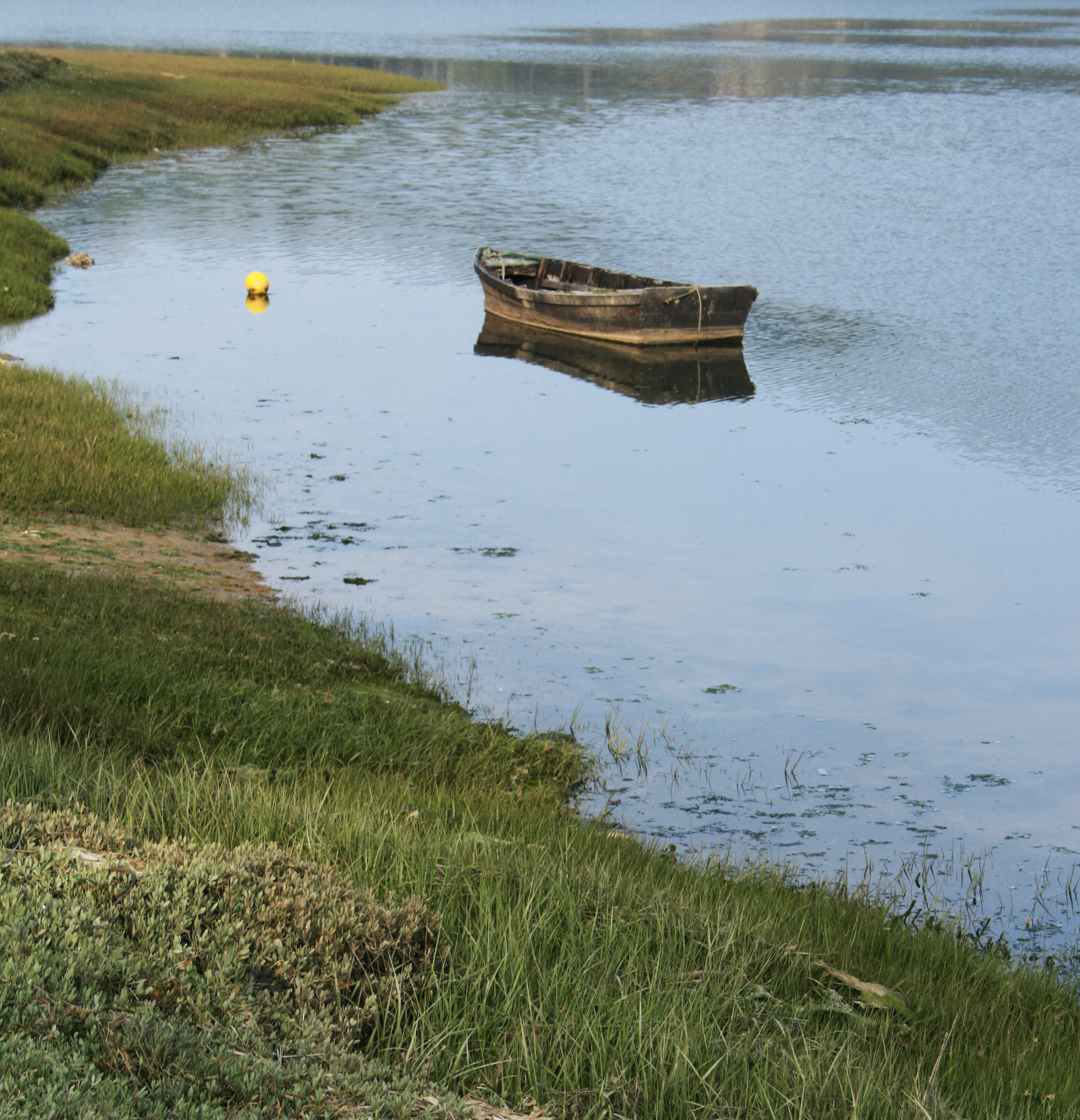
Barque sur le lac
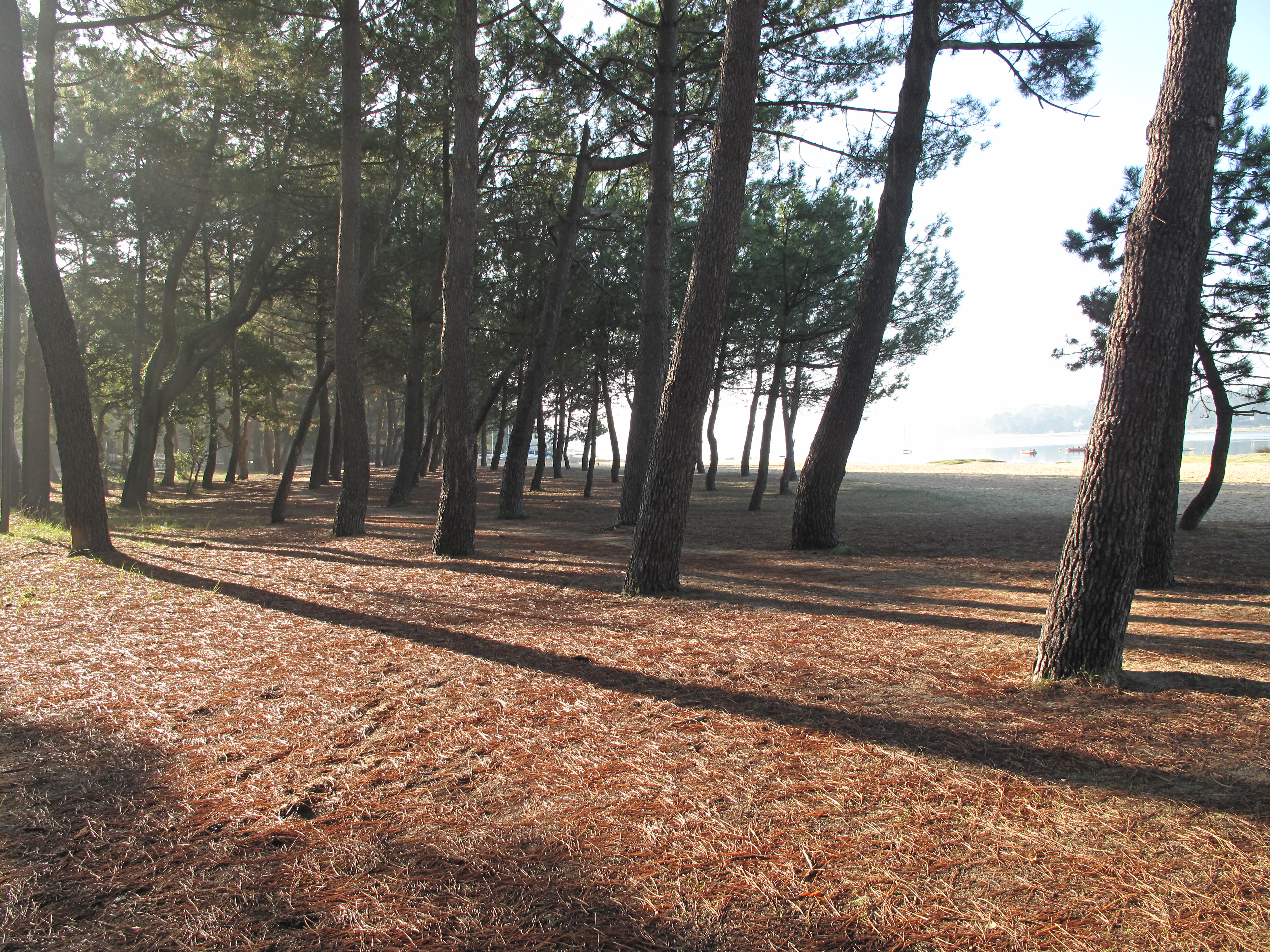
Sous-bois de la Paloumère tapissé de garbaye
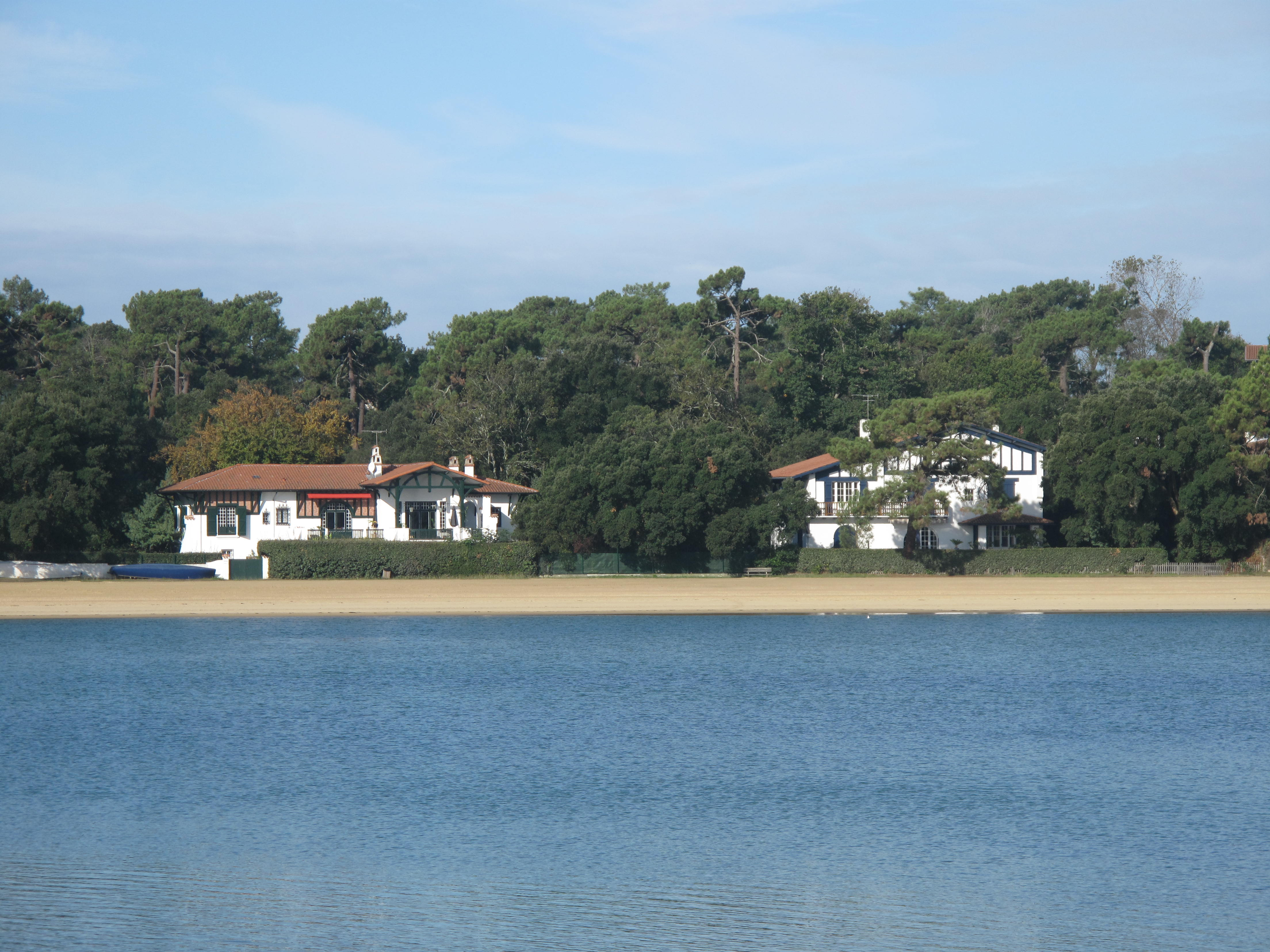
Villas en bord de lac